# Università della Columbia Britannica
L'Università della Columbia Britannica (in inglese: University of British Columbia, da cui la sigla UBC, in francese: Université de la Colombie-Britannique) è un'università pubblica canadese.

## Storia
Fondata nel 1908, la UBC è la più antica istituzione di studi superiori nella provincia della Columbia Britannica.

## Struttura
L'università della Columbia britannica si compone di due diversi campus: il principale, situato a Vancouver (in inglese: University of British Columbia, Vancouver - UBCV) ed il secondario (in inglese: University of British Columbia, Okanagan - UBCO) situato a Kelowna. Il campus si trova circa dieci chilometri ad ovest del centro città di Vancouver, a cui è connesso da un'estesa rete di trasporti pubblici.

### TRIUMF
La sua parte meridionale è sede di TRIUMF, il laboratorio nazionale canadese per la fisica delle particelle e la fisica nucleare. TRIUMF ospita il più grande ciclotrone al mondo, utilizzato anche per la produzione di isotopi a fini medicali.
Presso il campus di Vancouver sono presenti due collegi universitari, il Green College e il St. John's College.
Il sistema di biblioteche dell'ateneo costituisce una delle più grandi collezioni del Canada, ospitate in ventuno biblioteche e sale di lettura. Altre importanti strutture presenti presso l'università sono il teatro Chan Centre for the Performing Arts, lo UBC Botanical Garden ed il Museo di antropologia dell'Università della Columbia Britannica.
L'università pubblica il settimanale The Ubyssey, fondato nel 1918 e curato dagli studenti; dispone inoltre di una stazione radio, CITR-FM, attiva dal 1937.